# Saiki Kazuto
Kazuto Saiki (sinh ngày 20 tháng 8 năm 1970) là một cầu thủ bóng đá người Nhật Bản.

## Sự nghiệp câu lạc bộ
Kazuto Saiki đã từng chơi cho Yokohama Marinos và Ventforet Kofu.